# 대한민국 민법 제765조
대한민국 민법 제765조는 배상액의 경감청구에 대한 민법 채권법 조문이다. 

## 조문
제765조(배상액의 경감청구) ① 본장의 규정에 의한 배상의무자는 그 손해가 고의 또는 중대한 과실에 의한 것이 아니고 그 배상으로 인하여 배상자의 생계에 중대한 영향을 미치게 될 경우에는 법원에 그 배상액의 경감을 청구할 수 있다.
②법원은 전항의 청구가 있는 때에는 채권자 및 채무자의 경제상태와 손해의 원인 등을 참작하여 배상액을 경감할 수 있다.

第765條(賠償額의 輕減請求) ① 本章의 規定에 依한 賠償義務者는 그 損害가 故意 또는 重大한 過失에 依한 것이 아니고 그 賠償으로 因하여 賠償者의 生計에 重大한 影響을 미치게 될 境遇에는 法院에 그 賠償額의 輕減을 請求할 수 있다.
②法院은 前項의 請求가 있는 때에는 債權者 및 債務者의 經濟狀態와 損害의 原因 等을 參酌하여 賠償額을 輕減할 수 있다.

Article 750 (Torts) One who causes damage  intentionally or negligently to others by tortious act is liable for the damage.

## 참고 문헌
- 이은영. (2011). 손해배상법의 이념에 비춰본 민법 제765조 배상액 경감청구* - 대상판결: 대법원 1996. 5. 10 선고 93다40454 판결(미공간) -. 재산법연구, 27(3), 225-253.
- 오종근. (1997). 민법 제765조상의 賠償額 輕減請求. 비교사법, 4(1), 237-291.

## 사례
- 싸움을 말리다 싸움중인 자로부터 구타를 당해 상해를 입은 경우 싸움중인 자는 상해를 입은 자에게 손해배상의 책임이 있다[1]

## 같이 보기
- 불법행위